# Dolmen von San Adrián
Der zwischen 3500 und 3000 v. Chr. errichtete Dolmen von San Adrián liegt auf einem kleinen Rundhügel, in der Nähe der Kapelle Ermita de San Adrián, nördlich des Dorfes Granucillo, im Tal des Almucera in der Provinz Zamora in Kastilien-León in Spanien.
Der seit jeher bekannte Dolmen wurde in den 1930er Jahren von Pater Moran, der acht Orthostaten, vier von ihnen fragmentiert, vorgefunden hat, zum ersten Mal beschrieben. Im Jahre 1984 wurden drei weitere Platten gefunden, die den Umfang der ovalen Kammer bildeten. Nach der Untersuchung der Bruchstücke fand die Restauration des Dolmen statt, wobei die Orthostaten in ihre ursprünglichen Fundamentgruben gesetzt, die Lücken mit kleineren Materialien geschlossen und der Erdhügel wiederhergestellt wurden. Der oder die Decksteine sind seit langem abgängig.
Wegen seiner Größe wird die Anlage auch offiziell Dolmen von San Adrian genannt, aber der Struktur nach ist es eine megalithische Steinkiste, der bei der Rekonstruktion nach dem Muster des rund 1000 m entfernten Dolmen de las Peñezuelas und anderer kastilischer Anlagen (Casetón de los Moros, Dolmen del Prado de las Cruces, Dolmen von Mazariegos) ein Gang (mit Schwellenstein) angefügt wurde.
Im Inneren wurden u. a. eine Perlenkette aus grünem Variszit, mehrere Pfeilspitzen, ein Satz geometrischer Mikrolithen und einige Keramikscherben aus der Bronzezeit gefunden.
Zusammen mit dem Dolmen de las Peñezuelas wurde der Dolmen von San Adrián 1994 unter Schutz gestellt.